# Hannes Reichelt
Pour les articles homonymes, voir Reichelt.
Johannes « Hannes » Reichelt, né le 5 juillet 1980 à Altenmarkt im Pongau (Autriche), est un skieur alpin autrichien. Il s'est illustré dans les disciplines de descente, de super-G et de slalom géant. Reichelt fait ses débuts en Coupe du monde en 2001 et il remporte sa première épreuve en 2005. Au cours de sa carrière, il a remporté une médaille d'argent en super-G aux Championnats du monde 2011 et la médaille d'or dans la même épreuve aux Championnats du monde 2015.
En Coupe du monde, Hannes Reichelt y participe depuis 2001 et a pris le départ de plus de 200 courses. Il a obtenu 13 victoires pour 44 podiums. Il totalise un globe de cristal en super-G et son meilleur résultat au classement général est une cinquième place en 2012. Parmi ses victoires, les plus prestigieuses sont les descentes de Bormio (2013), Kitzbühel (2014) et Wengen (2015).

## Biographie
Hannes Reichelt, actif dans les courses officielles depuis 1995, prend son premier départ en Coupe du monde à Val d'Isère en 2001 et atteint le podium dès la saison suivante en terminant deuxième du super G de Val Gardena. Le 1er décembre, il gagne sa première manche de Coupe du monde à l'occasion du Super G de Beaver Creek.
Lors de la saison 2007-2008, le skieur décroche le petit globe de cristal du super G à l'issue de l'épreuve de Bormio qu'il domine d'un centième devant Didier Defago. Avant la course l'autrichien avait 99 points de retard sur Didier Cuche et devait donc gagner pour espérer remporter le globe, le suisse n'ayant fini qu'à la seizième position et Reichelt prenant les 100 points du vainqueur, ce dernier s'adjuge le classement de la spécialité.
En 2011, il remporte d'abord le difficile super G à Hinterstoder, devant Benjamin Raich et Bode Miller, malgré une perte de temps dans la partie technique, mais a couru une parfaite deuxième partie de descente. Ensuite, lors Championnats du monde de Garmisch-Partenkirchen il obtient la médaille d'argent du super G derrière Christof Innerhofer.
En décembre 2012, il s'octroie la sixième victoire en Coupe du monde à égalité avec favori local Dominik Paris sur la descente de Bormio, avec une marge de seulement un centième sur Aksel Lund Svindal, troisième. Il revient cette fois-ci sans médailles des Championnats du monde en 2013, pourtant organisés en Autriche à Schladming, prenant la quatrième place de la descente notamment.
Le 25 janvier 2014, en gagnant la descente de la Streif à Kitzbühel, il met à terme à la disette autrichienne depuis 2006, où Michael Walchhofer s'était imposé. Cité parmi les favoris pour les épreuves de vitesse aux Jeux olympiques de Sotchi, il déclare forfait pour la compétition deux jours après sa victoire à Kitzbühel à cause d'une hernie discale. Il fait son retour sur les pistes au début de la saison 2014-2015 et retrouve rapidement les succès avec une victoire sur le super G de Beaver Creek et la descente de Wengen, devant trois Suisses.. Le 5 février 2015, il devient champion du monde de super G sur la Birds of Prey, piste où il a déjà gagné trois fois en devançant Dustin Cook et Adrien Théaux. En confiance, il s'impose en descente deux fois de suite après ces championnats, à Garmisch, une course raccourci à cause le brouillard, où Reichalt gagne devant deux compatriotes, puis Kvitfjell, ce qui le met en deuxième position au classement de la descente, derrière Kjetil Jansrud.
Lors de la saison 2016-2017, l'Autriche signe ses douzième et treizième victoire en Coupe du monde, ses derniers succès : descente à Garmisch et super G à Aspen. Aux Championnats du monde à Saint-Moritz, il ne peut faire mieux que dixième sur la descente.
Reichelt participe aux Jeux olympiques pour la deuxième fois en 2018, douze ans après sa première sélection, pour obtenir comme résultats la onzième place à la descente et la douzième au super G. Cet hiver, il monte sur ses trois ultimes podiums, dont sur la descente à Kitzbühel (3e).
Le 27 mai 2019, les médias rapportent qu'il a été interrogé par la police la semaine précédente concernant une possible implication dans l'affaire Aderlass. Reichelt nie avec véhémence les accusations. Les charges contre lui sont abandonnées le 16 octobre 2019. De nouveau blessé au genou fin 2019, il peine à revenir et manque la sélection pour les Championnats du monde 2021, ce qui précipite sa décision de prendre sa carrière sportive à l'issue de cette saison à l'âge de 40 ans.

## Palmarès

### Jeux olympiques d'hiver
Il ne peut disputer les éditions olympiques de 2010 et 2014 en raison de blessures, en 2010 pour une blessure au coude, en 2014 pour une hernie discale.
| Épreuve / Édition   | Descente | Super G | Slalom géant | Slalom | Combiné |
| JO 2006 Turin       | -        | 10e     | -            | -      | -       |
| JO 2018 Pyeongchang | 11e      | 12e     | -            | -      | -       |

### Championnats du monde
| Épreuve / Édition               | Descente | Super G | Slalom géant | Slalom | Combiné |
| Mondiaux 2003 Saint-Moritz      | -        | Abandon | -            | -      | -       |
| Mondiaux 2005 Bormio            | -        | -       | -            | -      | -       |
| Mondiaux 2007 Åre               | -        | -       | Abandon      | -      | -       |
| Mondiaux 2009 Val d'Isère       | -        | -       | 30e          | -      | -       |
| Mondiaux 2011 Garmisch          | 16e      | Argent  | -            | -      | -       |
| Mondiaux 2013 Schladming        | Abandon  | 4e      | -            | -      | -       |
| Mondiaux 2015 Vail-Beaver Creak | 13e      | Or      | -            | -      | -       |
| Mondiaux 2017 Saint-Moritz      | 17e      | 10e     | -            | -      | - -     |
| Mondiaux 2019 Åre               | 29e      | Abandon | -            | -      | -       |

### Coupe du monde
- Meilleur classement général : 5e en 2012.
- Vainqueur du classement de super G en 2008.
- 44 podiums, dont 13 victoires (6 en descente, 6 en super G, 1 en slalom géant).

#### Détail des victoires
| Saison | Descente                  | Super G             | Slalom géant | Total |
| 2006   |                           | Beaver Creek        |              | 1     |
| 2008   |                           | Beaver Creek Bormio | Whistler     | 3     |
| 2011   |                           | Hinterstoder        |              | 1     |
| 2013   | Bormio                    |                     |              | 1     |
| 2014   | Kitzbühel                 |                     |              | 1     |
| 2015   | Wengen Garmisch Kvitfjell | Beaver Creek        |              | 4     |
| 2017   | Garmisch                  | Aspen               |              | 2     |
| Total  | 6                         | 6                   | 1            | 13    |

(État au 16 mars 2017)

#### Classements par saison
| Saison / Classement | Saison / Classement | Général | Général | Descente | Descente | Slalom | Slalom | Slalom géant | Slalom géant | Super G | Super G | Combiné | Combiné |
| ------------------- | ------------------- | ------- | ------- | -------- | -------- | ------ | ------ | ------------ | ------------ | ------- | ------- | ------- | ------- |
| Saison / Classement | Saison / Classement | Class.  | Points  | Class.   | Points   | Class. | Points | Class.       | Points       | Class.  | Points  | Class.  | Points  |
| 2003                | 2003                | 42e     | 194     | -        | -        | -      | -      | -            | -            | 5e      | 194     | -       | -       |
| 2004                | 2004                | 138e    | 4       | -        | -        | -      | -      | 52e          | 4            | -       | -       | -       | -       |
| 2005                | 2005                | 95e     | 38      | -        | -        | -      | -      | -            | -            | 31e     | 38      | -       | -       |
| 2006                | 2006                | 20e     | 425     | 34e      | 33       | -      | -      | 16e          | 142          | 4e      | 250     | -       | -       |
| 2007                | 2007                | 48e     | 158     | -        | -        | -      | -      | 13e          | 102          | 24e     | 56      | -       | -       |
| 2008                | 2008                | 10e     | 594     | 51e      | 8        | -      | -      | 8e           | 245          | 1er     | 341     | -       | -       |
| 2009                | 2009                | 41e     | 198     | -        | -        | -      | -      | 17e          | 129          | 18e     | 69      | -       | -       |
| 2010                | 2010                | 27e     | 257     | -        | -        | -      | -      | 21e          | 71           | 7e      | 186     | -       | -       |
| 2011                | 2011                | 23e     | 362     | 36e      | 39       | -      | -      | 12e          | 115          | 5e      | 207     | 56e     | 1       |
| 2012                | 2012                | 5e      | 1024    | 4e       | 396      | -      | -      | 5e           | 337          | 8e      | 241     | 20e     | 50      |
| 2013                | 2013                | 8e      | 595     | 5e       | 290      | -      | -      | 17e          | 122          | 6e      | 161     | 17e     | 22      |
| 2014                | 2014                | 12e     | 476     | 3e       | 360      | -      | -      | 37e          | 16           | 18e     | 100     | -       | -       |
| 2015                | 2015                | 6e      | 760     | 2e       | 511      | -      | -      | -            | -            | 4e      | 243     | -       | -       |
| 2016                | 2016                | 16e     | 485     | 10e      | 296      | -      | -      | -            | -            | 13e     | 174     | -       | -       |
| 2017                | 2017                | 10e     | 556     | 6e       | 253      | -      | -      | -            | -            | 2e      | 303     | -       | -       |
| 2018                | 2018                | 10e     | 535     | 8e       | 268      | -      | -      | -            | -            | 4e      | 267     | -       | -       |
| 2019                | 2019                | 27e     | 302     | 15e      | 153      | -      | -      | -            | -            | 14e     | 149     | -       | -       |
| 2020                | 2020                | 51e     | 155     | 28e      | 74       | -      | -      | -            | -            | 17e     | 81      | -       | -       |
| 2021                | 2021                | 89e     | 51      | 43e      | 16       | -      | -      | -            | -            | 35e     | 35      | -       | -       |

### Championnats du monde junior
| Championnats du monde junior | Super G |
| Mont-Sainte-Anne 2000        | Bronze  |

### Coupe d'Europe
- Vainqueur du classement général en 2005.
- Vainqueur du classement de slalom géant en 2003.
- 28 podiums, dont 13 victoires (6 en super G, 5 en slalom géant et 2 en descente).

### Championnats d'Autriche
- Champion de slalom géant en 1999, 2006 et 2009.
- Champion de super G en 2009, 2012 et 2016.
- Champion de descente en 2017.